# Taiyo Koga
Pour les articles homonymes, voir Koga.
Taiyo Koga (古賀 太陽, Koga Taiyo), né le 28 octobre 1998, est un footballeur international japonais.

## Biographie

### En club
Koga commence sa carrière professionnelle en 2017 avec le club du Kashiwa Reysol.

### En équipe nationale
Le 14 décembre 2019, il fait ses débuts avec l'équipe nationale japonaise lors de la Coupe d'Asie de l'Est de football 2019, contre l'équipe de Hong Kong.

## Statistiques
| Équipe du Japon | Équipe du Japon | Équipe du Japon |
| Année           | Matchs          | Buts            |
| --------------- | --------------- | --------------- |
| 2019            | 1               | 0               |
| Total           | 1               | 0               |